# Municipio de Clayton (condado de Arenac)
El municipio de Clayton (en inglés, Clayton Township) es un municipio del condado de Arenac, Míchigan, Estados Unidos. Tiene una población estimada, a mediados de 2023, de 1016 habitantes.

## Geografía
Está ubicado en las coordenadas 44°07′14″N 83°59′48″O / 44.12056, -83.99667 (44.120418, -83.996896). Según la Oficina del Censo, tiene una superficie total de 83.26 km², de los cuales 83.04 km² corresponden a tierra firme y 0.22 km² están cubiertos de agua.

## Demografía
Según la estimación 2019-2023 de la Oficina del Censo, los ingresos medios de los hogares son de $49,938 y los ingresos medios de las familias son de $58,750. Alrededor del 13.0% de la población está por debajo de la línea de pobreza nacional.